# Torneo de Cantón 2015

El Guangzhou International Women's Open 2015 es un torneo de tenis jugado en canchas duras al aire libre. La 12 ª edición del Abierto Internacional Femenino de Cantón es parte de los torneos internacionales de la WTA. Se llevó a cabo en Cantón, China, del 21 al 27 de septiembre de 2015.

## Cabeza de serie

### Individual
| Tenista             | Clasificación | Preclasificada |
| Simona Halep        | 2             | 1              |
| Andrea Petkovic     | 17            | 2              |
| Sara Errani         | 21            | 3              |
| Jelena Janković     | 25            | 4              |
| Svetlana Kuznetsova | 31            | 5              |
| Monica Niculescu    | 39            | 6              |
| Danka Kovinić       | 69            | 7              |
| Zheng Saisai        | 70            | 8              |

- Ranking del 14 de septiembre de 2015

### Dobles
| Tenista                                  | Clasificación | Preclasificada |
| Martina Hingis Sania Mirza               | 3             | 1              |
| Klaudia Jans-Ignacik Anastasia Rodionova | 71            | 2              |
| Liang Chen Wang Yafan                    | 121           | 3              |
| Jocelyn Rae Anna Smith                   | 154           | 4              |

## Campeonas

### Individual Femenino
Jelena Janković venció a  Denisa Allertová por 6-2, 6-0

### Dobles Femenino
Martina Hingis /  Sania Mirza vencieron a  Shilin Xu /  Xiaodi You por 6-3, 6-1